# Assassin's Creed II: Discovery
Assassin's Creed II: Discovery (укр. Кредо Асасина: Відкриття) — це відеогра для Nintendo DS та iOS, є частиною серії відеоігор Assassin's Creed. 9 вересня 2009 року продюсер компанії Ubisoft, Ben Mattes, офіційно оголосив про розробку гри на промові корпорації Apple Inc., про вихід гри 17 листопада. Версія для iOS була перенесена, проте про причини перенесення компанія Ubisoft не повідомила. На відміну від Altaïr's Chronicles, минулої гри у серії Assassin's Creed, яка була на цих пристроях, Discovery — це 2.5D бічний-скролінґ. Користувачі як iPhone, так DSi мали можливість використовувати камеру своїх пристроїв для відображення портретів у розшукувальних постерах у грі. Discovery вийшла одночасно із Assassin's Creed II та Assassin's Creed: Bloodlines. Події гри розвертаються разом з грою Assassin's Creed II між DLC «Битва у Форлі» в Послідовності 12 та DLC «Багаття Амбіцій» у Послідовності 13.

## Ігровий процес
Assassin's Creed II: Discovery — це гра типу бічного скроллеру, в якій гравці візмуть на себе роль Еціо Аудиторе да Фіренце. На початку гри події розгортаються в Італії, Еціо має проходити через ігрові рівні і досягати конкретних цілей, які поставлені місією.
Звичайно, Еціо може забиратися на більшість будівель на один з їхніх боків, а також може робити підкати, стрибати і розкачувитися у навколишньому середовищу. Відповідно до попередніх частин серії, у грі присутні ворожі охоронці, яких Еціо може уникнути або ж вступати з ними в бій, залежно від вибору гравця і поставленої перед ним місії. У грі були присутні кілька видів вартових із минулих частин, такі як Стражники з алебардою (у настольній версії — це Шукачі), Капітанські стражники (більш моторна варіація Брута), лучники і багато інших.
Серед зброї, Еціо має батьківський скритий клинок в розпорядженні, поряд з мечем і метальними ножами. Еціо може використовувати все це проти ворожих цілей, щоб позбутися їх, у відкритій чи прихованій формі. Також як і Assassin's Creed II, Еціо може вбити охоронців, потягнувши їх вниз з уступів, а також ховатися в тюках з сіна і в нових укриттях, таких як дерев'яні бочки і затемнені відкриті простори.
Бій у грі схожий на попередні частини Assassin's Creed. Під час бою на мечах, гравці можуть виконати ланцюжок атак, щоб прорвати оборону противника. А також можуть виконати контратаки, які можуть призвести до миттєвого вбивства вартового або дозволять за короткий проміжок часу напасти на нього. Супроводжуючи це, гравці можуть виконувати зіткненні з мішенню, яке є результатом випробування на міцність, вони будуть заповнювати на верхній частині екрану смужку тиску на ворога. Гравці після цього повинні битися з опором вартового для того, щоб знешкодити стражників, інакше Еціо буде отримувати пошкодження.
Місії розташовані у блоках пам'яті, на зразок як в Assassin's Creed II, у яких гравцям дають бали синхронізації за завершення місії, якщо були виконанні необхідних завдання, що були поставлені у структурі місії. Ці конкретні фактори є наступними: час, за який завершена місія; кількість вбитих вартових, кількість нанесеного пошкодження і рівень розшуку. Для того, щоб добитися ідеальної синхронізації за вимогами, гравець повинен завершити рівень як можна швидше; вбити стільки, скільки він зможе, і прийняти, як можна менше шкоди, відповідно. Хоча необхідні значення можуть змінюватися від місії до місії.
Існує кілька видів місій, що розташовуються у визначеному блоку пам'яті. Вони визначають як Еціо повинен їх проходити, а інакше місія буде провалена. Загалом, існують три типи місій в грі:
- Нормальні —  гравці можуть проходити місії, як їм подобається і пройти її за свій час, щоб досліджувати навколишнє середовище на предмети для колекціонування, однак основні чинники місія все ще присутні.
- Чейз —  гравцям доведеться бігти до мети, намагаючись уникнути бою з будь-яким із ворогів; визначати оптимальний маршрут, щоб дістатися до цілі швидко. Гравець має втікати від дощу зі стріл, від якого можна сховатися лише, коли Еціо в приміщенні чи в затишному місці.
- Стелс —  гравці повинні уникати відкритого протистояння з ворогами за будь-яку ціну, вдаючись тільки до використання стелс-переміщення на рівні. Вороги будуть позначені стрілками, які з'являтимуться, коли Еціо поруч з ними. Також гравцеві буде дозволено, щоб його помітили в загальній кількості 3 рази. Якщо перевищити цей ліміт, то призведе це до провалення місії.

Окрім цього, у грі присутні кімнати випробувань, які вимагають від Еціо, виконати певну мету. Кімнати випробувань розташовуються в коридорах Анімусу, схожі на навчальні рівні у грі. Чіти, що отримали назву "Хаки Анімусу", також присутні в грі, можуть бути розблоковані шляхом отримання достатньої кількості балів синхронізації. Ці чіти коливаються від  вигляду персонажа для покращеного переміщення під час ігрового процесу і додаткових можливостей (перків), які дають гравцю перевагу або можуть видозмінити Еціо.
Однак, тільки одна дрібничка може бути використана одночасно, і після того, як рівень був закінчений з активованим хаком, рівень не продовжиться автоматично, не переходить на наступний, а повертає гравця в меню рівнів.
Колекціонування також присутнє в грі, загалом 5 різних варіацій: Шляхи пам'яті, які можуть бути використані як керівництво, щоб показати гравцеві, як розвиватися; Карти Ренесансу, яка розблоковує вищезгадані кімнати випробувань; Ножі, якими поповнює Еціо свій запас метальних ножів; Плакати розшуку, які можуть бути зірвані для підвищення шкали здоров'я, після того як необхідна сума була досягнута і, нарешті, твори мистецтва, які можуть бути зібрані для розблокування прихованих кімнат у місіях.
Версії для iPhone і Nintendo DSI дозволили гравцю у гру, вносити своє обличчя через фото і замінювати зображення Еціо в плакатах розшуку на цю фотографію. Крім того, твори мистецтва знайдені у версії для iPhone, можуть бути імпортовані для використання в ролі шпалер.

## Сюжет
У 1491 році у розпал пошуків Яблука Едему, лідер венеціанської гільдії злодіїв, Антоніо де Магіаніс, викликає до себе асасина Еціо Аудиторе да Фіренце, щоб він допоміг із проблеми його прибічника Луїса де Сантанхела з Іспанії. Луїс представив мореплавця Христофора Колумба і запитав Еціо про захист його: побоювався, що буде вбивство проти Христофора, під час його зустрічі з Родріго. Асасин відразу погодився вирішити проблему, як почув про мореплавця, який був пов'язаний з Іспанцем.
Підозри Луїса підтвердилися. Еціо зупинив спробу вбивства Христофора та відвів його у безпечне місце, щоб він покинув місце зустрічі. Пізніше вони знову зустрінуться у районі саду Венеції разом із Сантанхелем. На зустріч Еціо запитали: «Чи може він повернути атлас для їхньої подорожі, що залишався в готелі (де зараз багато вартових) та містить важливі карти зі шляхами до Сходу?» І як остання послуга, асасин ствердно відповів на нього. Він успішно перехопив атлас і повернув їм атлас.
Перед початком подорожі, Луїс розповів Еціо про стан іспанської гільдії асасинів, всі члени якої були затримані Томасом Торквемадою й іспанською інквізицією. На запитання Еціо, звідки він знає про асасинів, Сантахел відповів, що має добрі зв'язки.
Повернувшись до Антоніо, асасин повідомляє, що припиняє пошук частинки Едему: вважає, що його обов'язок допомогти іспанському братству асасинів. Після цього, Еціо покидає гільдію злодіїв у Венеції та вирушає для початку на пошуки асасинів у Барселоні.
Після деякої проблеми з французьким злодієм, асасин зустрічається з контактами Антоніо, які надають інформацію про місце розташування іспанської гільдії асасинів. Коли Еціо забирається всередину будівлі гільдії, то він потрапляє в засідку. З метою сховатися від вартових, асасин тікає до каналізації, де зустрічається з Рафаелем Санчесом, членом гільдії асасинів.
Після представлення, Рафаель повідомляє Аудиторе, що іспанські асасини були заарештовані інквізитором Гаспаром Мартінесом. Тому, якщо Еціо хоче більше про це знати, то повинен з ним зустрітися. Асасин пробирається оселі Гаспара та запитує про те, де тримають в'язнів-асасинів. Мартінес відмовляє йому в цьому, а після Еціо вбиває його та знаходить список імен. Він покидає оселю та вирушає рятувати асасина, якого збираються спалити (про це обмовився Гаспар під час розмови).
Аудиторе, ухиляючись від великої кількості вартових, досягнув полоненого асасина та врятував його, а потім вони зустрілися із Санчесом, якому Еціо розповів про список імен. Рафаель оглянув список та зробив висновок, що можливо у ньому записані імена, які є цілями іспанської інквізиції. Через це, Аудиторе та Санчес вирушають до Сарагоса; щоб знайти Педро Льоренте, цензора іспанської інквізиції. Коли Еціо досяг місця, де був Педро та Томас Торквемада, то став свідком вбивства асасина за наказом Томаса та Льоренте, які своєю чергою отримали наказ від Родріго Борджиа. А після Аудіторе пообіцяв звільнити інших в'язнів до того, як стане вже пізно.
Попри збільшену кількість охорони, Аудиторе врятував ув'язнених асасинів та вбив Педро Льоренте. Після цього, Еціо повернувся до Рафаель та повідомив йому новини. Санчес розкрив, що він скарбник королеви Ізабелли і тому асасини билися проти тамплієрської схеми у вигляді інквізиції і їхніх надій звільнення Іспанії від всіх маврів. Приїхавши до Ґранади, асасин дізнався, що Луїс Сантанхел працює у королівському суді і він разом із Рафаелем Санчесом дали завдання Еціо знайти тамплієрського шпигуна та прохід до палацу Альгамбра, що в облозі. Після того, як Аудиторе виконав це завдання і повернувся до них, то Рафаель висловив підозру, що тамплієри планують власну подорож на захід, щоб відкрити Новий Світ. Асасин пробрався в палац і дізнався, що тамплієри ув'язнили короля Мухаммеда XII для продовження облоги палацу і, щоб королева витратила свої ресурси на довготривалі війни. Еціо звільнив короля та розніс звістку про його зречення.
У відповідь на зруйнований план тамплієрів щодо короля маврів, Томас Торквемада наказав провести серію арештів та смертельних покарань. Аудиторе зупинив декілька арештів та вбив головного інквізитора цієї операції, Хуана де Марільо.
Після звістки про закінчення війни, король Мухаммед XII і королева Ізабелла зустрілися щоб обговорити про умови його здачі. Після Христофор пригрозив, що прийме іншу пропозицію щодо його подорожі, якщо королева буде зволікати з відповіддю. Будучи незадоволеним тим, що королева ще не виділила грошей на експедицію; він прийняв пропозицію французького короля Карла. Еціо знаходить Колумба на шляху до Франції та захищає його від атак тамплієрів. А потім асасин переконує Христифора повернутися до королеви Ізабели, бо вона змінили своє рішення завдяки Рафаелю Сенчесу та Луїсу Сантанхелу.
Після успішного запуску дослідницького плавання Христофора, Томас Торквемада направив своїх солдат інквізиції, щоб вбити Луїса та Рафаеля за погані поради королеві. Аудиторе успішно запобіг цим двом атакам і вистежив Томаса, щоб дізнатися про його зв'язки з тамплієрами. Коли він зустрівся з ним, то вступив у бій під час, якого дізнався, що Борджиа один із трьох кандидатів на посаду Папи Римського в цьому році. Однак вбивство Торквемади було невдалим, Еціо повернувся до інших асасинів та поділився, що Томас не схожий на тамплієра та й добре, те що спроба вбивства була невдала: його смерть могла привести до гірших наслідків.

## Відгуки
На відміну від Assassin's Creed Bloodlines, Assassin's Creed II: Discovery отримав позитивні відгуки. IGN дав її 8/10 для Nintendo DS і 7/10 для iOS.  GameSpot оцінив 7/10 гру для Nintendo DS.  Official Nintendo Magazine Австралія/Нова Зеландія були негативнішими та дали грі 55%. Вони похвалили гру за зміну до типу 2D і анімацію персонажа, проте скаржилися на тьмяні місії, бідний дизайн рівнів та незручне керування. Також вони сказали: «Втратили можливість виправити помилки першої гри»; «з численним платформерним досвідом».
Наталія Романо, що з GameZone, оцінила гру на 8/10 та сказала: «Неперевершена гра, що пасує серії. Assassin's Creed II: Discovery — це насправді розважальна частина, що робить її найкращим помічником до консольної версії. Виходячи з цього, гра далека від ідеалу, але ж можна просто закрити на недоліки очі. Тоді гра стає занадто веселою, що навіть хочеться померти. Якщо ви купили Assassin's Creed II, то й ви маєте купити Discovery».